# Пустыньга
Пустыньга — деревня в Вельском районе Архангельской области. Входит в состав Муравьёвского сельского поселения (муниципальное образование «Муравьёвское»).

## Географическое положение
Пустыньга расположена на левом берегу реки Вага, притока реки Северная Двина. К северу от деревни пролегает маршрут федеральной автомобильной дороги М8 «Холмогоры». Расстояние до административного центра поселения, деревни Вороновская, составляет 11 км по прямой, или 13 км пути на автотранспорте. Расстояние до железнодорожной станции в городе Вельск — 14 км (18 км).

## Население
| 2002 | 2010 | 2012 | 2014 |
| ---- | ---- | ---- | ---- |
| 45   | ↘30  | ↗50  | ↗54  |

Численность населения деревни, по данным Всероссийской переписи населения 2010 года, составляла 30 человек. 
| Население                            | на 1 января 2010 года |
| ------------------------------------ | --------------------- |
| В возрасте до 16 лет                 | 6                     |
| Трудовые ресурсы (из них работающих) | 39 (24)               |
| Пенсионеры                           | 8                     |
| Всего                                | 53                    |
| Прибыло / выбыло (за год)            | 1 / 3                 |
| Родилось / умерло (за год)           | 0 / 2                 |

## История
Указана в «Списке населённых мест по сведениям 1859 года» в составе Вельского уезда(2-го стана) Вологодской губернии под номером «2276» как «Пустынька Лодромская». Насчитывала 2 двора, 2 жителя мужского пола и 2 женского. Также в деревне находилась почтовая станция.

## Инфраструктура
Жилищный фонд деревни составляет 1,127 тыс. м², покинутые и пустующие дома составляют 25% от общей площади жилищного фонда. Объекты социальной сферы на территории населённого пункта отсутствуют. 